# Élections locales nord-irlandaises de 1973
Des élections locales se déroulent le 30 mai 1973 en Irlande-du-Nord, un scrutin durant lequel les électeurs nord-irlandais doivent désigner les 26 conseils d’autorités locales.

## Histoire
Le 23 mars 1971, le Local Government (Boundaries) Act (Northern Ireland) (en), une loi du Parlement d’Irlande-du-Nord, institue 26 zones de gouvernement local qui sont définis précisément dans le Local Government (Boundaries) Order (Northern Ireland) du 17 juillet 1972. Est alors abrogé le système hérité du Local Government (Ireland) Act (en) du 12 août 1898 introduit par le Parlement du Royaume-Uni.
Le Local Government Act (Northern Ireland) du 25 mars 1972 abolit les anciens boroughs, districts urbains et ruraux. Il fait également entrer en vigueur les conseils de district le 1er octobre 1973 et fixe la date des élections au 30 mai.
Le système électoral, introduit par l’Electoral Law (Northern Ireland) Order 1972 du 14 août 1972, met en place un scrutin à vote unique transférable par section électorale pour les conseils de district.

## Résultats

### Résultats globaux
|                          |                                                                                     |                          |                          |                 |                |  |
|                          |                                                                                     |                          |                          | Premier tour    |                |  |
|                          |                                                                                     |                          |                          |                 |                |  |
|                          |                                                                                     |                          |                          | Nombre          | % des inscrits |  |
| Inscrits                 | Inscrits                                                                            | Inscrits                 | Inscrits                 | 1 221 821       | 100,00         |  |
| Abstentions              | Abstentions                                                                         | Abstentions              | Abstentions              | 518 852         | 42,47          |  |
| Votants                  | Votants                                                                             | Votants                  | Votants                  | 702 969         | 57,53          |  |
|                          |                                                                                     |                          |                          |                 | % des votants  |  |
| Bulletins blancs ou nuls | Bulletins blancs ou nuls                                                            | Bulletins blancs ou nuls | Bulletins blancs ou nuls | 11 990          | 0,98           |  |
| Suffrages exprimés       | Suffrages exprimés                                                                  | Suffrages exprimés       | Suffrages exprimés       | 690 979         | 98,29          |  |
|                          |                                                                                     |                          |                          |                 |                |  |
| Nuance politique         | Nuance politique                                                                    | Voix                     | % des exprimés           | Conseillers 524 | % des sièges   |  |
|                          |                                                                                     |                          |                          |                 |                |  |
|                          | Ulster Unionist Party Parti unioniste d’Ulster                                      | 255 187                  | 36,93                    | 194             | 37,02          |  |
|                          | Alliance Party of Northern Ireland Parti de l’Alliance d’Irlande-du-Nord            | 94 474                   | 12,02                    | 63              | 11,98          |  |
|                          | Social Democratic and Labour Party Parti social-démocrate et travailliste           | 92 600                   | 13,40                    | 82              | 15,65          |  |
|                          | Independent Indépendant                                                             | 48 947                   | 7,09                     | 52              | 9,92           |  |
|                          | Independent Unionist Indépendant unioniste                                          | 31 866                   | 4,61                     | 26              | 4,96           |  |
|                          | United Loyalist Loyaliste uni                                                       | 28 906                   | 4,18                     | 20              | 3,82           |  |

Nuance politique arrivée en tête dans chaque autorité locale.
Ulster Unionist Party (UUP)
Social Democratic and Labour Party (SDLP)
Loyalist Coalition
United Unionists
Independents

|                          | Democratic Unionist Party Parti unioniste démocrate                                 | 28 811                   | 4,17                     | 21              | 4,01           |  |
|                          | Republican Clubs Clubs républicains                                                 | 20 680                   | 2,99                     | 8               | 1,53           |  |
|                          | Northern Ireland Labour Party (en) Parti travailliste d’Irlande-du-Nord             | 17 422                   | 2,52                     | 4               | 0,76           |  |
|                          | Independent Loyalist Indépendant loyaliste                                          | 17 360                   | 2,51                     | 16              | 3,05           |  |
|                          | Vanguard Unionist Progressive Party (en) Parti progressiste unioniste d’avant-garde | 13 305                   | 1,93                     | 10              | 1,93           |  |
|                          | Unity (en) Unité                                                                    | 10 281                   | 1,49                     | 10              | 1,93           |  |
|                          | Loyalist Coalition Coalition loyaliste                                              | 7 495                    | 1,08                     | 3               | 0,57           |  |
|                          | Nationalist Party (en) Parti nationaliste                                           | 3 784                    | 0,55                     | 4               | 0,76           |  |
|                          | Republican Labour Party (en) Parti républicain travailliste                         | 2 594                    | 0,44                     | 0               | 0,00           |  |
|                          | Independent Republican (en) Indépendant républicain                                 | 1 911                    | 0,28                     | 3               | 0,57           |  |
|                          | Independent Ratepayer Indépendant contribuable                                      | 841                      | 0,12                     | 1               | 0,19           |  |
|                          | Ulster Liberal Party (en) Parti libéral d’Ulster                                    | 704                      | 0,10                     | 0               | 0,00           |  |
|                          | Independent Radical Indépendant radical                                             | 533                      | 0,08                     | 1               | 0,19           |  |
|                          | Communist Party of Ireland Parti communistre d’Irlande                              | 363                      | 0,05                     | 0               | 0,00           |  |
|                          | Labour Party Parti travailliste                                                     | 290                      | 0,04                     | 0               | 0,00           |  |
|                          | Independent Nationalist (en) Indépendant nationaliste                               | 147                      | 0,02                     | 0               | 0,00           |  |
|                          | Indepedent Labour Indépendant travailliste                                          | 91                       | 0,01                     | 0               | 0,00           |  |
|                          |                                                                                     |                          |                          |                 |                |  |

- Ulster Unionist Party (UUP)
- Social Democratic and Labour Party  (SDLP)

Nuance politique détenant le contrôle global de l’autorité locale.
No overall control (NOC)
Ulster Unionist Party (UUP)
Loyalist Coalition
United Unionists
- Independents

### Résultats par conseil
| Conseil                           | Majorité | Majorité              |
| --------------------------------- | -------- | --------------------- |
| Antrim District Council           |          | Ulster Unionist Party |
| Ards Borough Council              |          | Ulster Unionist Party |
| Armagh District Council           |          | No overall control    |
| Ballymena Borough Council         |          | No overall control    |
| Ballymoney District Council       |          | No overall control    |
| Banbridge District Council        |          | Ulster Unionist Party |
| Belfast City Council              |          | No overall control    |
| Carrickfergus Borough Council     |          | No overall control    |
| Castlereagh District Council      |          | No overall control    |
| Coleraine Borough Council         |          | Ulster Unionist Party |
| Cookstown District Council        |          | No overall control    |
| Craigavon Borough Council         |          | No overall control    |
| Down District Council             |          | No overall control    |
| Dungannon District Council        |          | Ulster Unionist Party |
| Fermanagh District Council        |          | No overall control    |
| Larne Borough Council             |          | United Loyalist       |
| Limavady District Council         |          | United Unionist       |
| Lisburn Borough Council           |          | Ulster Unionist Party |
| Londonderry City Council          |          | No overall control    |
| Magherafelt District Council      |          | No overall control    |
| Moyle District Council            |          | No overall control    |
| Newry and Mourne District Council |          | No overall control    |
| Newtownabbey District Council     |          | No overall control    |
| North Down Borough Council        |          | No overall control    |
| Omagh District Council            |          | No overall control    |
| Strabane District Council         |          | No overall control    |

- No overall control (NOC)
- Ulster Unionist Party (UUP)
- Loyalist Coalition
- United Unionists